# Bell X-16
Le Bell X-16 est un projet d'avion de reconnaissance haute altitude mené par les États-Unis dans les années 1950. Une maquette de X-16 à l'échelle 1 est construite mais la fabrication du prototype est arrêtée lorsque le projet est abandonné en faveur du RB-57, version de reconnaissance américaine du bombardier britannique Canberra.
Le préfixe « X » est utilisé afin de cacher la véritable nature du programme de recherche.

## Développement

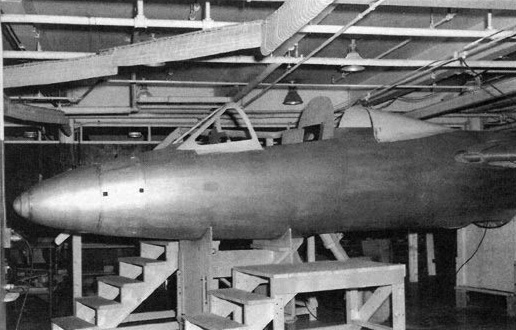
maquette d'aménagement.

Dans le cadre du programme MX-2147 lancé par l'USAF en mars 1953, Fairchild, Bell et Martin mènent des études préliminaires à la conception d'un avion de reconnaissance haute altitude à long rayon d'action propulsé par des turboréacteurs Pratt & Whitney J57-19. Fin 1954, Bell présente son projet, le Model 67, et se voit attribuer un contrat pour la fabrication d'une maquette et d'un prototype.
Les caractéristiques aérodynamiques du X-16 sont particulièrement adaptées au vol à haute altitude : l'appareil est doté d'une voilure de grande envergure d'un allongement de 11,9. Sa structure est conçue pour être la plus légère possible afin de permettre à l'appareil d'emporter un maximum de carburant. Cette conception particulière aurait permis au X-16 d'avoir un rayon d'action de près de 5 000 km et d'atteindre l'altitude de 22 000 m.
28 appareils sont commandés par l'USAF mais le programme est annulé en 1956 en faveur du RB-57 de Martin alors que le premier X-16 n'est qu'à 80 % achevé. Bien que le X-16 n'ait effectué aucun vol, il a contribué, de par les études menées lors de sa conception, au développement du Lockheed U-2.

### Appareils similaires
- Lockheed U-2
- Martin RB-57